# Puscifer
Puscifer is een Amerikaanse rocksupergroup uit de Verenigde Staten. Opgericht in 1995 door de leadzanger van de progressivemetalbands Tool en A Perfect Circle, Maynard James Keenan en Tool-gitarist Adam Jones. De muziek verschilt enorm van Tool en A Perfect Circle, het is experimenteler en humoristischer.
De band kan tevens gezien worden als een soloproject van zanger Maynard James Keenan, aangezien hij het enige consistente lid is. Puscifer wordt daarom soms ook als pseudoniem van Keenan gezien.
- International Standard Name Identifier: 0000 0000 8551 2531
- MusicBrainz: 6e4277d8-7b64-44a3-b823-13bd15114e22
- Système universitaire de documentation: 202645878
- Virtual International Authority File: 123533990